# Yukimasa Nakamura
Pour les articles homonymes, voir Nakamura.
Yukimasa Nakamura (中村行成, Nakamura Yukimasa), né le 28 août 1972 dans la préfecture de Fukuoka, est un judoka japonais. Il est médaillé d'argent olympique en 1996 en catégorie des moins de 65 kg.
Il est le frère des judokas Kenzo Nakamura et Yoshio Nakamura.

## Palmarès
| Année | Compétition           | Lieu      | Résultat        | Catégorie      |
| ----- | --------------------- | --------- | --------------- | -------------- |
| 1993  | Championnats du monde | Hamilton  | 1er             | Moins de 65 kg |
| 1994  | Jeux asiatiques       | Hiroshima | 1er             | Moins de 65 kg |
| 1995  | Championnats du monde | Chiba     | 2e              | Moins de 65 kg |
| 1996  | Jeux olympiques       | Atlanta   | 2e              | Moins de 65 kg |
| 1998  | Jeux asiatiques       | Bangkok   | 2e1er[Lequel ?] | Moins de 66 kg |
| 2000  | Championnats d'Asie   | Osaka     | 1er             | Moins de 66 kg |